# Favia wisseli
Favia wisseli är en korallart som beskrevs av Friedrich Frederick Scheer och Pillai 1983. Favia wisseli ingår i släktet Favia och familjen Faviidae. Inga underarter finns listade i Catalogue of Life.